# Meelis Rooba
Meelis Rooba (Roosna-Alliku, 20 aprile 1977) è un ex calciatore ed ex giocatore di calcio a 5 estone.

## Biografia
Anche suo fratello Urmas è stato un calciatore.

## Carriera

### Club
Dopo aver esordito in seconda serie con il Lelle, ha giocato gran parte della carriera con il Flora, con cui ha conquistato ben quattro campionati. Ha chiuso la carriera nel Paide.

### Nazionale
Ha esordito in nazionale, insieme al fratello, il 7 luglio 1996, giocando titolare la partita contro la Lettonia valida per la Coppa del Baltico 1996. Il 30 ottobre 1996 ha messo a segno la sua prima rete in nazionale, nel corso dell'amichevole contro la Finlandia Ha giocato 49 partite con la nazionale estone, mettendo a segno 4 reti.

## Palmarès

### Club
- Campionato estone: 4

Flora Tallinn: 1997-1998, 2001, 2002, 2003